# Vassarotti
 Vassarotti (fl. XX secolo) è stato un calciatore italiano, di ruolo attaccante.

## Carriera
Con la SPAL disputa 53 gare segnando 7 gol nei campionati di Prima Divisione 1922-1923, 1923-1924 e 1924-1925.

## Palmarès

### Club

#### Competizioni nazionali
- Seconda Divisione: 1

SPAL: 1925-1926